# 城米彦造
城米 彦造（じょうまい ひこぞう、1904年5月4日 - 2006年5月8日）は、日本の昭和時代に活動した画家、路上詩人。第二次大戦後の10年間、国鉄の有楽町駅前にて自作の詩集を手売りしていたことで知られる。

## 生涯
1904年、京都にて16代続いた老舗呉服・染物屋の長男に生まれる（京染め悉皆業の長男と表現する資料もある）。実母を亡くした後、継母との仲に悩んだ末、放浪を繰り返し、その後、18歳の時に上京する。小石川区の旧制私立豊山中学校（現日本大学豊山高校）定時制卒業。城米が文筆家の道を歩み始めたのは、神田区役所（現千代田区役所）に勤務していた1931年のこと。小説家の武者小路実篤のもとに税金の督促に赴き、そこで感化されたことによる。実篤の「新しき村」の活動に共感し、参加。詩や小説の執筆を開始し、その後、スケッチにも取り組んだ。「新しき村」の活動においては終戦直後の混乱期に東京支部長を務めた。また、その頃にガリ版手作りで月刊「城米彦造詩集」の発行を始め、途中中断をはさみつつ、全部で232冊におよんだ。
戦中は軍需工場に勤めていたが解雇され、第二次大戦後、経済的に困窮。妻が教職で家計を支えていたが、子どもを3人抱える生活の中、城米はガリ版刷りの自作詩集を販売することを思いたち、1948年6月、国鉄有楽町駅の日劇口にて毎晩、詩集の手売りを始める。「僕が作った「詩」　僕自身で詩集にし、僕自身、賣ってゐるものです。よかったら買ってください。街頭詩人」と書かれたプラカードを胸に下げ、シルクハットを被ったサンドイッチマンのスタイルで詩集を販売。飾らない言葉で綴られた詩は、家族愛や夫婦愛、日常風景を主題としており、さらに、詩には淡い色遣いによるぬくもりある東京の町並みの自作絵が添えられた。詩集は一冊20円（屋台の焼き芋一皿と同額）だったが、それらの詩と挿絵が人気を呼び、駅を利用する勤務者や活字に餓えていた学生の中から城米のファンとなる者が現れ、「ひげの街頭詩人」と呼ばれた。武者小路実篤は「城米のスケッチは詩の心がにじみ出ている」と評価している。
約10年間、路上詩人の生活を続けた後、水彩画に活動の中心を移す。東京市街や故郷の京都の風景を描いた城米の作品は、高度成長期を迎え、次々と消え去っていった戦後の風景を描き留めることとなった。さらに、歌川広重の「東海道五十三次」の風景を描く旅を続けたり、千代田区界隈をスケッチしたり、ライフワークとして96歳になるまでスケッチを続けた。家庭にあっても家族の前で詩を朗読したり、子どもに詩作を指導するなど、表現の大切さを伝えたという。また、「新しき村」の村外会員でもあった。
最晩年にも神田法人会の機関紙の表紙絵を手がけるなど活動を続け、2006年5月、102歳にて没。その後、絵ハガキが発売されている。城米彦造記念会が運営され、また、有楽町駅のある中央区や千代田区の公共施設、銀座のギャラリー、その他、全国の施設で回顧展が開かれている。

## 著作
- 『城米彦造詩集』新しき村東京支部、1933年。
- 『足音』日向書館〈詩集〉、1950年1月。
- 『花束』私家版〈詩集〉、1951年12月。
- 『街頭の人生』ダヴィッド社、1958年。
- 『望郷 - 城米彦造自選詩集』白凰社、1969年。
- 『遍歴 - 城米彦造自選詩集』白凰社、1969年。
- 『東海道五十三次』永田書房〈詩画集〉、1973年。
- 『城米彦造詩画集 京都』白凰社、1977年2月。
- 『わが詩わが旅 - 城米彦造自選詩集』白凰社、1982年8月。

その他、肉筆本、限定本、日記本、私家版などを多数頒布刊行している。